# ナンヨウチビアシナガバチ
ナンヨウチビアシナガバチ（学名：Ropalidia marginata）は、ハチ目スズメバチ科の昆虫の一種。

## 分布
東南アジア、マリアナ諸島を原産地とする。
日本の硫黄島に移入分布している。定着が確認されたのは1981年のことで、米軍の物資に紛れ込んで導入されたと考えられる。

## 特徴
体長は、女王バチで17mm、働きバチで14-15mm。濃い赤褐色の体で、腹部第2節の後端に黄色の斑紋がある。
小笠原諸島に分布が拡大した場合、在来種の昆虫に悪影響を与える恐れがある。そのため、外来生物法によって要注意外来生物に指定されている。